# Comuna Matiasove, Berezanka
Matiasove (în ucraineană Матіясове) este o comună în raionul Berezanka, regiunea Mîkolaiiv, Ucraina, formată din satele Andrievo-Zorîne, Lîmanske, Matiasove (reședința) și Șmidtivka.

## Demografie
Componența lingvistică a comunei Matiasove
     Ucraineană (85,47%)
     Rusă (9,61%)
     Bulgară (1,72%)
     Alte limbi (0,33%)
Conform recensământului din 2001, majoritatea populației comunei Matiasove era vorbitoare de ucraineană (85,47%), existând în minoritate și vorbitori de rusă (9,61%), bulgară (1,72%) și găgăuză (1,14%).